# Ю (слово ћирилице)
Ю је слово које се од словенских ћирилица употребљава у руској, украјинској, белоруској и бугарској.  Изговара се као ју , али када стоји иза неких слова, изврши се јотовање.